# 6 mai 2018
Le dimanche 6 mai est le 126e jour de l'année 2018.

## Décès
- Isabelle Beauruelle, Judokate française[1].
- Alain Buyse, Sérigraphe et éditeur français[2].
- Jack Chamangwana, Footballeur international malawite[3].
- Jean-Claude Decagny, Homme politique français[4].
- Paolo Ferrari, Acteur italien[5].
- Eric Geboers, Pilote de motocross belge[6].
- Pierre Rissient, Réalisateur, scénariste et producteur français[7].
- Brad Steiger, Journaliste, ufologue et biographe américain[8].

## Événements
- Élections législatives au Liban.
- Élections territoriales en Polynésie française (2e tour) .
- Élections municipales en Tunisie .
- 13 personnes sont tuées et 33 blessés dans un attentat à la bombe non-revendiqué (Daech et talibans suspectés) contre une mosquée qui servait de centre d’enregistrement sur les listes électorales dans la province de Khost, dans l'est de l'Afghanistan[9].
- Tentative d'assassinat ministre de l’intérieur du Pakistan, Ahsan Iqba, lors d'un meeting électoral[10].